# Solanum bumeliifolium
Solanum bumeliifolium är en potatisväxtart som beskrevs av Michel Félix Dunal. Solanum bumeliifolium ingår i släktet skattor som ingår i familjen potatisväxter. Inga underarter finns listade i Catalogue of Life.